# Christal Bezerra
Christal Silva e Bezerra (nascida em 21 de agosto de 2004) é uma ginasta artística brasileira e membro da seleção brasileira. Ela competiu no Campeonato Mundial Júnior de 2019 e fez parte da equipe que conquistou a medalha de ouro no Campeonato Pan-Americano de 2021.

## Vida pregressa
Christal nasceu em 21 de agosto de 2004 e começou na ginástica aos quatro anos de idade.

## Carreira

### Categoria Júnior
Em setembro de 2017, Christal ficou em segundo lugar na divisão espoir do Campeonato Brasileiro de Juniores, levando também as medalhas de ouro no salto e nas barras assimétricas. Ela foi então selecionada para competir no Campeonato Sul-Americano de Juniores na Argentina, onde ficou em quinto lugar no individual geral e levou a medalha de bronze na final das barras assimétricas.
Christal começou sua temporada 2018 no Troféu Cidade de Jesolo, na Itália, onde ficou em 35º no geral e contribuiu para o sétimo lugar da seleção brasileira. Em junho, Christal disputou o Campeonato Pan-Americano Júnior, em Buenos Aires, onde os juniores brasileiros terminaram em quarto lugar na competição por equipes, atrás de Estados Unidos, Canadá e Argentina. Individualmente, Christal ficou em décimo primeiro lugar no geral e sexto nas barras assimétricas. No Campeonato Sul-Americano de Juniores, no Peru, ela ajudou o Brasil a conquistar a medalha de ouro por equipes e ficou em segundo lugar no individual geral, atrás da companheira de equipe Ana Luiza Lima. Ela também conquistou uma medalha de ouro adicional na final das barras assimétricas.
Em junho de 2019, Christal representou o Brasil no inaugural Campeonato Mundial Júnior, em Győr, ao lado de Ana Luiza Lima e Júlia Soares. Juntas, elas terminaram em sétimo na competição por equipes. Individualmente, Christal ficou em vigésimo lugar no geral, com 50,066.

### Categoria Adulta
Christal tornou-se elegível para competição sênior em 2020, mas não competiu naquele ano devido aos impactos da pandemia de COVID-19. Ela fez sua estreia internacional na categoria adulta em junho de 2021 no Campeonato Pan-Americano, no Rio de Janeiro. Lá, a seleção brasileira de Christal, Ana Luiza Lima, Júlia Soares, Rebeca Andrade e Lorrane Oliveira conquistou a medalha de ouro à frente de México e Argentina. Christal também conquistou duas medalhas de prata individuais nas barras assimétricas e no solo, ficando em quarto lugar na trave.
Mais tarde, em 2021, Christal disputou o Campeonato Brasileiro, onde conquistou as medalhas de ouro no salto e no solo, e ficou em terceiro lugar no geral, atrás de Rebeca e de Lorrane.
Em julho de 2022, Christal foi convocada para a seleção brasileira para o Pan-Americano de 2022, ao lado de Rebeca, Lorrane, Júlia, Carolyne Pedro e Flávia Saraiva. Christal disputou a fase classificatória, que também determinou os resultados do geral e dos aparelhos. Ela ajudou o Brasil a se classificar para a final por equipes em primeiro lugar e terminou em sétimo lugar individual no salto. Ela foi substituída por Lorrane na final por equipes, na qual a seleção brasileira conquistou a medalha de ouro, à frente dos Estados Unidos e do Canadá.

## Histórico competitivo
| Ano                        | Evento                                     | Equipe | AA     | VT     | UB     | BB     | FX     |
| Júnior                     | Júnior                                     | Júnior | Júnior | Júnior | Júnior | Júnior | Júnior |
| -------------------------- | ------------------------------------------ | ------ | ------ | ------ | ------ | ------ | ------ |
| 2017                       | Campeonato Brasileiro de Juniores (espoir) |        | 2      | 1      | 1      |        | 4      |
| 2017                       | Campeonato Sul-Americano Júnior            | 1      | 5      |        | 3      |        |        |
| 2018                       | Troféu Cidade de Jesolo                    | 7      | 35     |        |        |        |        |
| 2018                       | Campeonato Pan-Americano Júnior            | 4      | 11     |        | 6      |        |        |
| 2018                       | Campeonatos Brasileiros                    |        | 3      | 1      | 1      |        |        |
| 2018                       | Campeonato Sul-Americano Júnior            | 1      | 2      | 4      | 1      |        |        |
| 2018                       | Campeonato Brasileiro de Juniores          |        | 2      | 1      | 1      | 2      | 1      |
| 2019                       | WOGA Clássico                              |        | 11     |        |        |        |        |
| 2019                       | Campeonato Brasileiro de Eventos           |        |        |        | 6      |        |        |
| 2019                       | Campeonato Mundial Júnior                  | 7      | 20     |        |        |        |        |
| Adulto                     |                                            |        |        |        |        |        |        |
| 2021                       |                                            |        |        |        |        |        |        |
| Campeonatos Pan-Americanos | 1                                          |        |        | 2      | 4      | 2      |        |
| Campeonatos Brasileiros    | 3                                          | 3      | 1      | 8      | 5      | 3      |        |
| 2022                       |                                            |        |        |        |        |        |        |
| Campeonatos Pan-Americanos | 1                                          |        | 7      |        |        |        |        |
| Campeonatos Brasileiros    | 3                                          | 6      | 1      | 5      | 15     | 5      |        |